# Rudolf Benesh
Rudolf Benesh (16. ledna 1916 – 3. května 1975) byl britský matematik, který se svou manželkou Joan vytvořil Benesh Movement Notation, což je přední britský systém taneční notace.

## Biografie
Rudolf Benesh byl synem českého otce a anglo-italské matky. Pracoval jako matematik, zatímco jeho žena Joan byla koncem čtyřicátých let dvacátého století tanečnicí v baletu divadla Sadler's Wells. Joan se snažila popsat a pak dešifrovat taneční kroky. Rudolf si všiml, že s tím má potíže. Při práci v kanceláři pak vymyslel taneční notační systém. Napsal několik řádků, které představovaly pohyb člověka u psacího stolu a pak požádal někoho jiného, aby je rozluštil. Začal tak vytvářet notaci, aby pomohl zaznamenat její tance a pak společně v období let 1947 až 1955 vyvinuli celý systém. Dáma Ninette de Valois, označovaná za zakladatelku britského baletu, pak oznámila, že Královská opera bude Beneshovu pohybovou notaci používat. V následujícím roce Rudolf a Joan napsali Úvod do Beneshovy taneční Notace („An Introduction to Benesh Dance Notation").
Rudolf zemřel na rakovinu v roce 1975.